# Damiano Vannucci
Damiano Vannucci (sinh ngày 30 tháng 7 năm 1977) là cựu cầu thủ bóng đá người San Marino đã từng chơi ở vị trí tiền vệ. Anh đã từng giữ kỷ lục ra sân 68 trận cho Đội tuyển bóng đá quốc gia San Marino, phá kỷ lục của Mirco Gennari với 48 trận, nhưng sau đó bị Andy Selva phá kỷ lục này vào năm 2015.